# Albaladejo
Pour les articles homonymes, voir Albaladejo (homonymie).
Albaladejo est une commune d'Espagne de la province de Ciudad Real dans la communauté autonome de Castille-La Manche.
Étymologiquement, le nom « albaladejo » est un mot espagnol ; « al baladyo » signifiant « le citadin », (albalad : le pays, al baladya : la commune).

## Administration
| Période                                  | Période | Identité | Étiquette | Qualité |
| ---------------------------------------- | ------- | -------- | --------- | ------- |
|                                          |         |          |           |         |
| Les données manquantes sont à compléter. |         |          |           |         |

## Économie
Son économie repose sur l'industrie textile et l'agriculture, notamment la culture de l'olivier.

## Culture
La ville fête tous les ans la saint Jacques (le 25 juillet) par tradition.